# جياندو فوشس
جياندو فوشس (بالفرنسية: Jeando Fuchs)‏ (11 أكتوبر 1997 بياوندي في الكاميرون - ) هو لاعب كرة قدم كاميروني في مركز الوسط. شارك مع منتخب فرنسا تحت 19 سنة لكرة القدم. أما مع النوادي، فقد لعب مع نادي سوشو.

## روابط خارجية
- جياندو فوشس على موقع الاتحاد الأوربي (الإنجليزية)
- جياندو فوشس على موقع قاعدة بيانات كرة القدم.إي يو (الإنجليزية)
- جياندو فوشس على موقع ليكيب (الفرنسية)
- جياندو فوشس على موقع ناشيونال فوتبول تيمز (الإنجليزية)
- جياندو فوشس على موقع Soccerbase.com (لاعب) (الإنجليزية)
- جياندو فوشس على موقع Soccerway.com (الإنجليزية)
- جياندو فوشس على موقع عالم كرة القدم.نت (الإنجليزية)